# Tugurgoi
Tugurgoi - Тугургой (rus) - és un aül, un poble, de la República d'Adiguèsia, a Rússia. Es troba a la vora oest de l'embassament de Krasnodar, a 10 km al nord-est de Ponejukai i a 88 km al nord-oest de Maikop, la capital de la república.
Pertany al municipi de Tliustenkhabl.